# Brigitte van der Burg
Brigitte Ingrid van der Burg (Tanga, 7 de abril de 1961) es una política neerlandesa de origen tanzano que actualmente ocupa un escaño en el Segunda Cámara de los Estados Generales para el período legislativo 2012-2017 por el Partido Popular por la Libertad y la Democracia, puesto que ocupa desde 2006.

## Biografía
Van der Burg creció en Deventer; en 1987 se graduó en Geografía social de países en desarrollo en la Universidad de Utrecht y en 1992 superó los exámenes completos en el área de Economía del trabajo en la misma universidad. Antes de su carrera política, trabajó en labores administrativas y como empresario independiente.